# Gastón Sangoy
Gastón Maximiliano Sangoy (Paraná, Entre Ríos, 5 de octubre de 1984) es un futbolista argentino que juega como delantero en el Olimpia del Liga Nacional de Fútbol de Honduras.

## Trayectoria
Se formó en el fútbol base del Club Deportivo Argentinos Juniors de la ciudad de Paraná, desde donde pasó al C. A. Boca Juniors. Debutó con Boca en 2003, con diecinueve años, y disputó dos partidos por la Copa Sudamericana 2003 antes de ser cedido al Jong Ajax, equipo filial del Ajax de Ámsterdam, en la temporada 2004-05. Allí disputó once encuentros de Liga y dos de Copa, pero se desestimó su incorporación al primer equipo.
A comienzos de 2006 fichó por el Club Universitario de Deportes peruano para el resto de temporada, participando en la Copa Libertadores 2006. En agosto del mismo año, firmó por el Millonarios F. C. colombiano para disputar el torneo del segundo semestre, donde sólo jugó unos minutos en dos partidos, ante el Once Caldas y el Atlético Huila. De allí se fue a Israel, donde estuvo a prueba en el Maccabi Tel Aviv F. C., pero no lo ficharon por problemas en su forma física, ya que tenía sobrepeso.
Firmó entonces con el Hapoel Ashkelon F. C., de la Segunda División de Israel, donde alcanzó la final de Copa. A pesar de su éxito en esta competición, el equipo fue relegado a la Liga Artzit por lo que Sangoy dejó el club y fue contratado por el Apollon Limassol, con quien consiguió el título de la Copa de Chipre en 2010. En abril del mismo año, firmó un contrato con el Real Sporting de Gijón para jugar allí las siguientes cuatro temporadas. En la tercera jornada de la temporada 2010-11, durante un partido contra el Athletic Club, Sangoy anotó su primer gol como jugador sportinguista logrando el segundo de su equipo en un encuentro que finalizó 2-2.
El 18 de julio de 2013 rescindió su contrato con el Sporting y, posteriormente, se anunció su regreso al Apollon Limassol. El 22 de agosto debutó en la Liga Europa durante el encuentro de la ronda de play-off frente al OGC Niza, en el que además anotó los dos goles de su equipo en una victoria por 2-0. El 30 de junio de 2015 se anunció su desvinculación del club chipriota y el 12 de julio firmó un contrato con el Al-Wakrah S. C. de la Liga de Catar. En febrero de 2016 se incorporó en calidad de cedido al Arka Gdynia de la Segunda División de Polonia.
El 27 de julio de 2016 fichó por el Mumbai City F. C. de la Superliga de India, donde no llegó a jugar ningún partido debido a que fue descartado del equipo tras sufrir una fractura en su pie derecho al comienzo de la temporada. Durante la primera vuelta de la campaña 2017-18 militó en el Nea Salamina Famagusta de Chipre. En julio de 2018 se anunció su fichaje por el Club Atlético Paraná.

## Estadísticas

### Clubes
| Boca Juniors Argentina |               |               |     |    |    |    |   |    |    |   |     |     |     |      |      |
| 1.ª | 2004          | 1             | 0   | 0  | —  | —  | — | 2  | 0  | 0 | 3   | 0   | 0   | 0,00 |      |
| Total club | Total club    | 1             | 0   | 0  | 0  | 0  | 0 | 2  | 0  | 0 | 3   | 0   | 0   | 0,00 |      |
| Ajax · Países Bajos |               |               |     |    |    |    |   |    |    |   |     |     |     |      |      |
| 1.ª | 2004-05       | 0             | 0   | 0  | —  | —  | — | —  | —  | — | 0   | 0   | 0   | 0,00 |      |
| Total club | Total club    | 0             | 0   | 0  | 0  | 0  | 0 | 0  | 0  | 0 | 0   | 0   | 0   | 0,00 |      |
| Universitario · Perú |               |               |     |    |    |    |   |    |    |   |     |     |     |      |      |
| 1.ª | 2006          | 16            | 5   | 2  | —  | —  | — | 8  | 3  | 0 | 24  | 8   | 2   | 0,07 |      |
| Total club | Total club    | 16            | 5   | 2  | 0  | 0  | 0 | 8  | 3  | 0 | 24  | 8   | 2   | 0,07 |      |
| Millonarios de Bogotá · Colombia |               |               |     |    |    |    |   |    |    |   |     |     |     |      |      |
| 1.ª | 2006          | 15            | 2   | 3  | —  | —  | — | —  | —  | — | 15  | 2   | 3   | 0,39 |      |
| Total club | Total club    | 15            | 2   | 3  | 0  | 0  | 0 | 0  | 0  | 0 | 15  | 2   | 3   | 0,39 |      |
| Hapoel Ashkelon F. C. Israel |               |               |     |    |    |    |   |    |    |   |     |     |     |      |      |
| 1.ª | 2006-07       | 15            | 4   | 2  | 3  | 1  | 1 | —  | —  | — | 18  | 5   | 3   | 0,48 |      |
| Total club | Total club    | 15            | 4   | 2  | 3  | 1  | 1 | 0  | 0  | 0 | 18  | 5   | 3   | 0,48 |      |
| Apollon Limassol Chipre |               |               |     |    |    |    |   |    |    |   |     |     |     |      |      |
| 1.ª | 2007-08       | 20            | 9   | 0  | —  | —  | — | —  | —  | — | 20  | 9   | 0   | 0,40 |      |
| 1.ª | 2008-09       | 23            | 19  | 4  | 3  | 3  | 2 | —  | —  | — | 26  | 22  | 6   | 0,31 |      |
| 1.ª | 2009-10       | 23            | 13  | 5  | 4  | 0  | 0 | —  | —  | — | 27  | 13  | 5   | 0,45 |      |
| 1.ª | 2013-14       | 28            | 18  | 4  | 6  | 1  | 0 | 8  | 5  | 1 | 42  | 24  | 5   | 0,33 |      |
| 1.ª | 2014-15       | 20            | 9   | 1  | 2  | 1  | 0 | 6  | 0  | 1 | 28  | 10  | 2   | 0,41 |      |
| Total club | Total club    | 114           | 68  | 14 | 15 | 5  | 2 | 14 | 5  | 2 | 143 | 78  | 18  | 0,40 |      |
| Sporting de Gijón · España |               |               |     |    |    |    |   |    |    |   |     |     |     |      |      |
| 1.ª | 2010-11       | 19            | 2   | 1  | 1  | 0  | 0 | —  | —  | — | 20  | 2   | 1   | 0,29 |      |
| 1.ª | 2011-12       | 16            | 4   | 1  | 0  | 0  | 0 | —  | —  | — | 16  | 4   | 1   | 0,31 |      |
| 2.ª | 2012-13       | 35            | 8   | 8  | 4  | 3  | 0 | —  | —  | — | 39  | 11  | 8   | 0,50 |      |
| Total club | Total club    | 70            | 14  | 10 | 5  | 3  | 0 | 0  | 0  | 0 | 75  | 17  | 10  | 0,30 |      |
| Al-Wakrah S. C. Catar |               |               |     |    |    |    |   |    |    |   |     |     |     |      |      |
| 1.ª | 2015-16       | 8             | 0   | 0  | —  | —  | — | —  | —  | — | 8   | 0   | 0   | 0,00 |      |
| Total club | Total club    | 8             | 0   | 0  | 0  | 0  | 0 | 0  | 0  | 0 | 8   | 0   | 0   | 0,00 |      |
| Arka Gdynia · Polonia |               |               |     |    |    |    |   |    |    |   |     |     |     |      |      |
| 1.ª | 2015-16       | 9             | 1   | 1  | —  | —  | — | —  | —  | — | 9   | 1   | 1   | 0,00 |      |
| Total club | Total club    | 9             | 1   | 1  | 0  | 0  | 0 | 0  | 0  | 0 | 9   | 1   | 1   | 0,00 |      |
| Mumbai City F. C. India |               |               |     |    |    |    |   |    |    |   |     |     |     |      |      |
| 1.ª | 2017          | 11            | 3   | 0  | —  | —  | — | 4  | 1  | 0 | 15  | 4   | 0   | 0,33 |      |
| Total club | Total club    | 11            | 3   | 0  | 0  | 0  | 0 | 4  | 1  | 0 | 15  | 4   | 0   | 0,33 |      |
| Nea Salamina Chipre |               |               |     |    |    |    |   |    |    |   |     |     |     |      |      |
| 1.ª | 2017-18       | 7             | 0   | 2  | —  | —  | — | —  | —  | — | 7   | 0   | 2   | 0,00 |      |
| Total club | Total club    | 7             | 0   | 2  | 0  | 0  | 0 | 0  | 0  | 0 | 7   | 0   | 2   | 0,00 |      |
| Atlético Paraná Argentina |               |               |     |    |    |    |   |    |    |   |     |     |     |      |      |
| 2.ª | 2019          | 16            | 2   | 2  | —  | —  | — | —  | —  | — | 16  | 2   | 2   | 0,00 |      |
| 2.ª | 2020          | 0             | 0   | 0  | 0  | 0  | 0 | —  | —  | — | 0   | 0   | 0   | 0,00 |      |
| Total club | Total club    | 16            | 2   | 2  | 0  | 0  | 0 | 0  | 0  | 0 | 16  | 2   | 2   | 0,00 |      |
| Total carrera | Total carrera | Total carrera | 282 | 99 | 36 | 23 | 9 | 3  | 28 | 9 | 2   | 333 | 117 | 41   | 0,36 |
| (1) Incluye datos de la Copa de Israel (2007); Copa de Chipre (2007-15); Copa del Rey (2010-13). (2) Incluye datos de la Copa Sudamericana (2004); Copa Libertadores (2006). (3) No incluye goles en partidos amistosos. |               |               |     |    |    |    |   |    |    |   |     |     |     |      |      |

### Resumen estadístico
| Competición           | Partidos | Goles | Promedio | Asistencias | Promedio | Goles y asistencias | Promedio |
| --------------------- | -------- | ----- | -------- | ----------- | -------- | ------------------- | -------- |
| Primera División      | 231      | 89    | 0,33     | 26          | 0,17     | 115                 | 0,50     |
| Segunda División      | 51       | 10    | 0,39     | 10          | 0,10     | 20                  | 0,49     |
| Copas nacionales      | 23       | 9     | 0,29     | 3           | 0,18     | 12                  | 0,47     |
| Copas internacionales | 28       | 9     | 0,13     | 2           | 0,00     | 11                  | 0,13     |
| Total                 | 334      | 117   | 0,36     | 41          | 0,16     | 158                 | 0,49     |

## Palmarés

### Campeonatos nacionales
| Título         | Club             | País   | Año  |
| -------------- | ---------------- | ------ | ---- |
| Copa de Chipre | Apollon Limassol | Chipre | 2010 |